# Avinguda Kennet
L'Avinguda Kennet o Avinguda Kennet Occidental (Kennet Avenue o West Kennet Avenue en anglès) és un lloc prehistòric al comtat anglès de Wiltshire.
El conjunt megalític de Stonehenge, Avebury i llocs propers relacionats va ser proclamat Patrimoni de la Humanitat per la Unesco l'any 1986.
Fou una avinguda de dues línies de pedres paral·leles de 25 m d'ample i 2,5 quilòmetres de longitud que es va desenvolupar entre els jaciments neolítics d'Avebury i The Sanctuary. Una segona avinguda, anomenada Avinguda Beckhampton va cap a l'oest des de Avebury fins al túmul allargat de Beckhampton.
Les excavacions de Stuart Piggott i Alexander Keiller a la dècada de 1930 indicava que al voltant de 100 parells de pedres alçades estaven alineades formant l'avinguda i que dataven cap al voltant del 2200 aC,. sobre la base de les troballes d'enterraments de la cultura del vas campaniforme trobats sota algunes de les pedres. Moltes pedres des de llavors han caigut o han desaparegut.
Keiller i Piggott van aixecar algunes de les pedres caigudes que van excavar igual que ho va fer Maud Cunnington durant el seu treball anterior. Més recentment, les pedres han estat objecte de vandalisme amb pintura vermella llançada sobre algunes d'elles.
El The National Trust gestiona el lloc junt amb 'English Heritage, i les dues organitzacions comparteixen el cost de gestionar i mantenir la propietat.

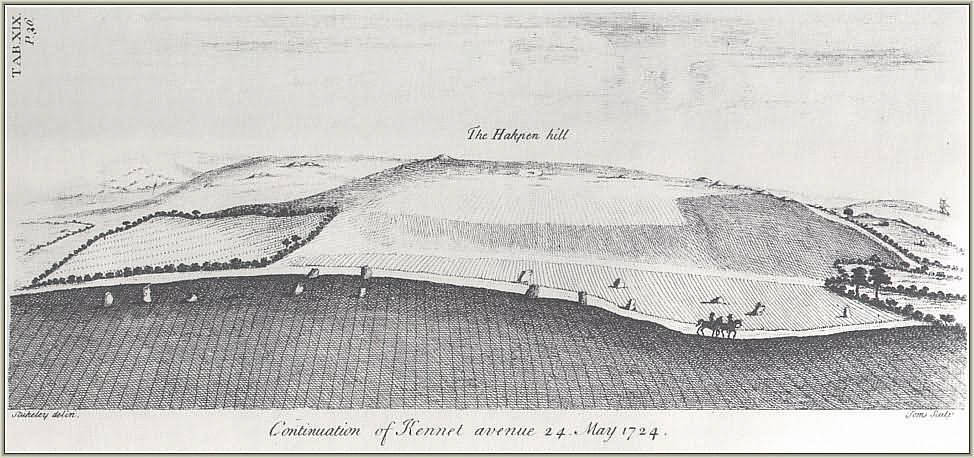
L'Avinguda Kennet dibuixada per William Stukeley l'any 1724.